# Novi Grabovac
Novi Grabovac falu Horvátországban, Sziszek-Monoszló megyében. Közigazgatásilag Novszkához tartozik.

## Fekvése
Sziszek városától légvonalban 49, közúton 75 km-re keletre, községközpontjától légvonalban 7, közúton 11 km-re északra fekszik.

## Története
Novi Grabovac feltehetően a 16. századi török megszállás idején keletkezett, amikor a megszállókkal együtt jelentős számú pravoszláv vallású vlach lakosság érkezett. Nevét gyertyánfában (horvátul grab) gazdag határáról kapta. A név előtagja a Novszkától délkeletre fekvő Stari Grabovactól különbözteti meg. 1773-ban az első katonai felmérés térképén „Dorf Grabovacz” néven szerepel. 1857-ben 143, 1910-ben 284 lakosa volt. Pozsega vármegye Novszkai járásához tartozott. 1918-ban az új szerb-horvát-szlovén állam, majd később Jugoszlávia része lett. A II. világháború idején a Független Horvát Állam része volt. A háború után a béke időszaka köszöntött a településre, enyhült a szegénység és sok ember talált munkát a közeli városokban. 1991-ben lakosságának 96%-a szerb nemzetiségű volt. 1991. június 25-én a független Horvátország része lett. Szerb lakossága azonban a szerb szabadcsapatokhoz és a JNA erőihez csatlakozott. A horvát hadsereg az Orkan 91 hadművelet első fázisában 1991. novemberében visszafoglalta. Szerb lakossága elmenekült. A településnek 2011-ben mindössze 14 lakosa volt.

## Népesség
| Lakosság változása | Lakosság változása | Lakosság változása | Lakosság változása | Lakosság változása | Lakosság változása | Lakosság változása | Lakosság változása | Lakosság változása | Lakosság változása | Lakosság változása | Lakosság változása | Lakosság változása | Lakosság változása | Lakosság változása | Lakosság változása |
| ------------------ | ------------------ | ------------------ | ------------------ | ------------------ | ------------------ | ------------------ | ------------------ | ------------------ | ------------------ | ------------------ | ------------------ | ------------------ | ------------------ | ------------------ | ------------------ |
| 1857               | 1869               | 1880               | 1890               | 1900               | 1910               | 1921               | 1931               | 1948               | 1953               | 1961               | 1971               | 1981               | 1991               | 2001               | 2011               |
| 143                | 148                | 137                | 195                | 270                | 284                | 260                | 308                | 277                | 264                | 236                | 163                | 141                | 109                | 19                 | 14                 |